# Leptospermum macrocarpum
Leptospermum macrocarpum är en myrtenväxtart som först beskrevs av Joseph Henry Maiden och Ernst Betche, och fick sitt nu gällande namn av Joy Thomps.. Leptospermum macrocarpum ingår i släktet Leptospermum och familjen myrtenväxter. Inga underarter finns listade i Catalogue of Life.

## Bildgalleri

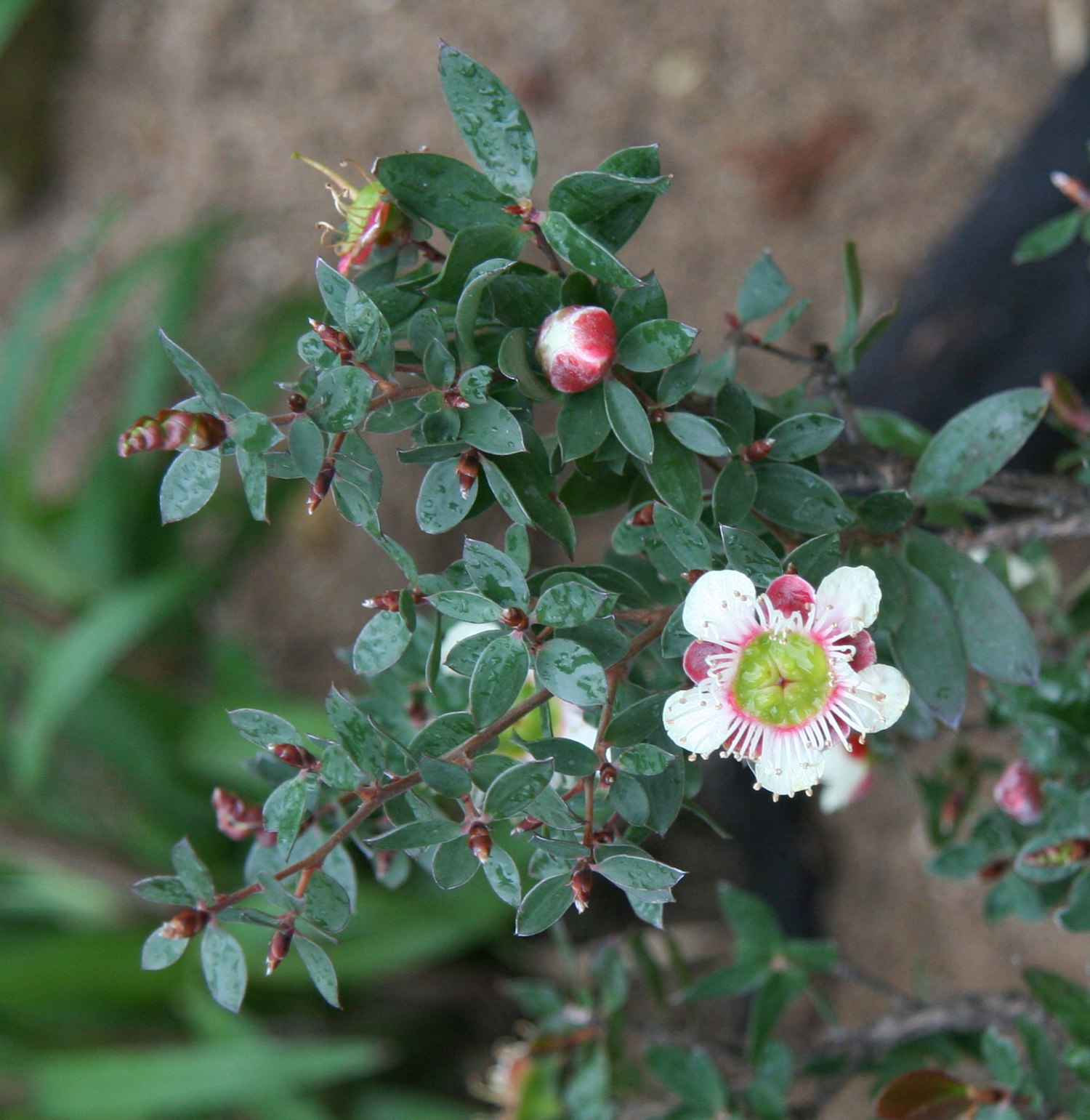